# خوسيه لويس موسكيرا
خوسيه لويس موسكيرا (بالإسبانية: José Luis Mosquera Moreno) هو لاعب كرة قدم كولومبي في مركز الدفاع، ولد في 14 مارس 1995 في Turbo, Colombia ‏ في كولومبيا. لعب مع نادي إنفيغادو.

## وصلات خارجية
- خوسيه لويس موسكيرا على موقع قاعدة بيانات كرة القدم.إي يو (الإنجليزية)
- خوسيه لويس موسكيرا على موقع Soccerway.com (الإنجليزية)